# Казете ди Кадријано (Болоња)
Казете ди Кадријано (итал. Casette di Cadriano) је насеље у Италији у округу Болоња, региону Емилија-Ромања.
Према процени из 2011. у насељу је живело 65 становника. Насеље се налази на надморској висини од 25 м.